# Helioporacea
Gli Elioporacei (Helioporacea Bock, 1938) sono un ordine di coralli coloniali della sottoclasse degli Octocoralli.

## Descrizione
L'ordine comprende due famiglie di coralli ermatipici che raggruppano sei specie che sono le uniche, tra tutti gli ottocoralli, in grado di produrre robuste strutture scheletriche di aragonite cristallina, simili a quelle degli esacoralli dell'ordine Scleractinia.

## Tassonomia
L'ordine comprende 6 specie viventi, appartenenti alle seguenti famiglie e generi:
- Helioporidae Moseley, 1876
  - Heliopora de Blainville, 1830 (2 spp.)

- Lithotelestidae Bayer & Muzik, 1977
  - Epiphaxum Lonsdale, 1850 (3 spp.)
  - Nanipora Miyazaki & Reimer, 2015 (1 sp.)